# هاینریش گئورگ اشتاهمر
هاینریش گئورگ اشتاهمر (انگلیسی: Heinrich Georg Stahmer؛ ۳ مه ۱۸۹۲ – ۱۳ ژوئن ۱۹۷۸) دیپلمات اهل آلمان بود. وی بین سال‌های ۱۹۳۶ تا ۱۹۴۵ میلادی فعالیت می‌کرد.
وی همچنین برندهٔ جوایزی همچون صلیب آهنین شده‌است.